# Cantung Mine
La mine Cantung (parfois orthographié CanTung) est une mine souterraine et à ciel ouvert de tungstène située dans les territoires du Nord-Ouest, au Canada. Le site se trouve sur le territoire des Premières Nations Deh Cho, également revendiqué par le Conseil des Kaska Dena, au nord-est du village de Watson Lake et proche de la frontière avec le Yukon.
La mine Cantung est exploitée entre 1962 et 1986, puis de 2002 à 2003 et finalement de 2005 à 2015. Le propriétaire de la mine, la North American Tungsten Corporation (NATCL), fait faillite en 2015 et la mine ferme en octobre de la même année. En novembre 2015, le gouvernement fédéral du Canada devient responsable de la gestion et du nettoyage de la mine. Depuis, la mine reste fermée. Elle est mise en vente par les gouvernements fédéral et des Territoires du Nord-Ouest en 2019 avec le gisement Mactung,. Ce dernier est vendu, sans Cantung, en juin 2022,.

## Histoire

### 1962 - 1986
Du tungstène est découvert dans la région en 1954 par des prospecteurs cherchant du cuivre. La compagnie Canada Tungsten Mining Corporation Limited (Canada Tungsten), dont Cantung est la forme abrégée, est établie pour exploiter le gisement en 1959. La petite ville de Tungsten est construite en 1961 pour accueillir les travailleurs et leurs familles. La mine est exploitée à partir de 1962 comme mine à ciel ouvert, mais la production est suspendue, d'abord en 1963, en raison du faible prix du tungstène, puis en 1966 après la destruction d'une partie des installations de traitement par un incendie. Des opérations de forage profond en 1971 amène à la découverte d'un nouveau gisement souterrain, qui est exploité à partir de 1974. La mine ferme une nouvelle fois en 1986 à cause des prix bas du tungstène.
En 1985, AMAX (actionnaire majoritaire de Canada Tungsten) transfère tous ses actifs de tungstène à Canada Tungsten tout en conservant le contrôle majoritaire. Aur Resources (Aur) achète la part majoritaire d'AMAX en 1995 et Canada Tungsten et Aur fusionnent en 1996. La NATCL achète la mine Cantung à Aur en 1997.

### 2001 - 2003
Avec la remontée des prix du tungstène au début des années 2000, le nouveau propriétaire, la NATCL, relance la production en décembre 2001. La mine ferme de nouveau en 2003 lorsque les créditeurs de l'entreprise réclament le remboursement des dettes, poussant l'entreprise au bord de la banqueroute.

### 2005 - 2015
La mine rouvre fin septembre 2005 dans le cadre d'un accord entre la NATCL et ses créanciers. Pour la troisième fois dans l'histoire de la mine, la production est mise en pause en octobre 2009 en raison de la baisse du prix du tungstène. La mine rouvre ses portes un an plus tard et reste en fonctionnement jusqu'en 2015.

### Depuis 2015
Depuis la faillite de la NATCL en 2015, l'entretien et le nettoyage de Cantung sont assurés par le gouvernement fédéral canadien,, bien que la NATCL en reste propriétaire à travers le cabinet Alvarez & Marsal (en), nommé contrôleur par la justice pour gérer les avoirs de l'entreprise,.
En 2017, Equitorial Exploration (devenue depuis Lake Winn Resources) indique souhaiter utiliser une partie des installations de Cantung pour traiter le lithium extrait dans l'une exploitation située au nord de Cantung.
La mine est mise en vente en 2019 avec le gisement Mactung,, autre possession de la NATCL dans la région, qui est finalement vendue sans Cantung en juin 2022,. Les dépenses du gouvernement pour la maintenance de Cantung entre 2015 et avril 2023 sont estimées à 50 millions de dollars.